# Richard Hentsch
Pour les articles homonymes, voir Hentsch.
Friedrich Heinrich Richard Hentsch, né le 18 décembre 1869 et mort le 13 février 1918, est un officier saxon, qui a servi pendant la Première Guerre mondiale comme lieutenant-colonel, puis colonel de l'armée allemande, notamment au sein du Grand État-Major général.

## Début de carrière
Richard Hentsch est le fils d'un cadre subalterne du service des fortifications affecté à Cologne.
Après avoir terminé ses études à Berlin, Hentsch s'engage en 1888 comme cadet dans le 103e régiment d'infanterie en garnison à Bautzen. Il passe Sekondeleutnant le 22 janvier 1890, puis Oberleutnant le 21 avril 1897. Après une période à la Kriegsakademie, il est affecté en 1899 au Grand État-Major (Großer Generalstab) à Berlin, puis dans les états-majors saxons, devenant en 1901 capitaine (Hauptmann).
Le 23 avril 1904, il est nommé au commandement d'une des compagnies du 103e régiment d'infanterie (son ancien régiment), jusqu'au 19 mars 1906, date à laquelle il rejoint de nouveau le Grand État-Major général. À partir de 1912, il a le grade de major, servant dans l'état-major du 19e corps d'armée (de) à Leipzig. Le 1er avril 1914, il retourne au Grand État-Major, avec promotion le 20 avril 1914 au grade de lieutenant-colonel (Oberstleutnant).

## Rôle en 1914
Au début des opérations, il sert au sein de l’Oberste Heeresleitung comme chef du service des renseignements (Nachrichtenabteilung : « service des nouvelles ») du chef d'état-major général de l'armée : il est un des proches conseillers du général von Moltke. À partir de la fin août 1914, étant donné l'état de santé du chef d'état-major (Moltke est souvent alité), Hentsch est amené à prendre avec Gerhard Tappen et Wilhelm von Dommes une partie des décisions au sein de l'état-major.
Lors de sa mission de septembre 1914 auprès des états-majors des cinq armées allemandes déployées de la Brie à l'Argonne, il participe le 9 septembre à la prise de décision de la retraite des 2e (responsabilité partagée avec Lauenstein et Bülow) et 1re (avec Kuhl et Kluck) armées allemandes, mettant fin à la bataille de la Marne.
Selon les auteurs, il est présenté soit comme responsable de l'échec allemand de 1914 sur le front de l'Ouest, en ayant outre-passé ses fonctions alors qu'une victoire était possible (thèse de Kluck), soit comme un officier lucide qui a poussé à appliquer la seule solution envisageable.

« Hentsch a joué, dès le début de la guerre, un rôle dépassant de loin son rang et sa position hiérarchique. Lui et Tappen ou Dommes ont élaboré les ordres décisifs de la Direction suprême du 27 août et du 2 septembre. »

— Wolfgang Foerster à Breucker, 1953.

## Suite de la guerre
De juillet à septembre 1915, il est détaché auprès de l'état-major général de l'armée austro-hongroise. Le 12 septembre 1915, il est nommé quartier-maître général (Oberquartiermeister) de la 11e armée, puis du groupe d'armées Mackensen et promu au grade de colonel (Oberst) le 17 janvier 1916. Son groupe d'armées écrase l'armée roumaine et envahit la Valachie de septembre à décembre 1916.
Le 1er mars 1917, Hentsch devient chef d'état-major de l'administration militaire chargée de l'occupation de la Roumanie (Militär-Verwaltung in Rumänien : MViR). Pour ses services, il reçoit la décoration Pour le Mérite le 23 septembre 1917.
Hentsch meurt le 13 février 1918 à Bucarest à cause d'une opération de la vésicule biliaire.

## voir aussi